# ストールブリッジ男爵
ストールブリッジ男爵（英: Baron Stalbridge）は、かつて存在したイギリスの男爵位。政治家リチャード・グローヴナーが1886年に叙されたが、1949年に廃絶した。

## 歴史
リチャード・グローヴナー(1837-1912)は大蔵政務官や宮内副長官を歴任した政治家で、政務官を退任した翌年の1886年3月22日に連合王国貴族としてドーセット州ストールブリッジのストールブリッジ男爵(Baron Stalbridge, of Stalbridge in the County of Dorset)に叙された。 

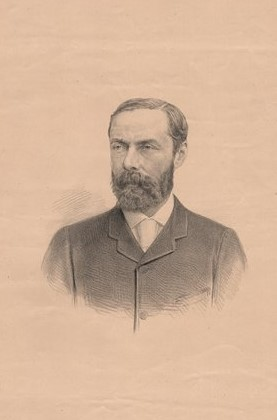
初代ストールブリッジ男爵リチャード・グローヴナー

初代男爵リチャードは第2代ウェストミンスター侯爵リチャード・グローヴナー(1795-1869)の三男にあたっており、ウェストミンスター侯爵グローヴナー家の一員であった。 
彼の死後は、その長男ヒュー(1880-1949)が爵位を相続したものの、2代男爵ヒューには子がなかったため、同人の死を以て爵位は廃絶した。  
かつての一族の邸宅は、ドーセット州シャフツベリー近郊のモトクーム・ハウス(Motcombe House) 。   

## ストールブリッジ男爵（1886年）
- 初代ストールブリッジ男爵リチャード・ド・アクィラ・グローヴナー（英語版）（1837-1912）
- 第2代ストールブリッジ男爵ヒュー・グローヴナー （1880–1949）